# Vulpiella
Vulpiella é um género botânico pertencente à família Poaceae.